# قب
قب هو مكيال تكال به الغلات. وهو مكيال إسلامي يستعمل في الوزن والكيل أثناء العصور الإسلامية.

## المصدر
1. ↑  كتاب حقيقة الدينار والدرهم والصاع والمد لأبي العباس أحمد العزفي السبتي